# Olympische Jugend-Sommerspiele 2018/Teilnehmer (Gabun)
| Gelbes Symbol für Goldmedaillen mit stilisierten Olympischen Ringen | Graues Symbol für Silbermedaillen mit stilisierten Olympischen Ringen | Braundes Symbol für Bronzemedaillen mit stilisierten Olympischen Ringen |
| ------------------------------------------------------------------- | --------------------------------------------------------------------- | ----------------------------------------------------------------------- |
| —                                                                   | —                                                                     | —                                                                       |

Die Jugend-Olympiamannschaft aus Gabun für die III. Olympischen Jugend-Sommerspiele vom 6. bis 18. Oktober 2018 in Buenos Aires (Argentinien) bestand aus vier Athleten.

## Athleten nach Sportarten

### Judo
| Mädchen - Augusta Ambourouet Klasse bis 52 kg: 13. Platz Mixed: 5. Platz (im Team Moskau) | Jungen - Loreince Nanekoula Klasse bis 66 kg: 13. Platz Mixed: 9. Platz (im Team Barcelona) |

### Schwimmen
Jungen
- Tarann Ambonguilat
50 m Freistil: 50. Platz

### Taekwondo
Mädchen
- Merveille Marindi
Klasse bis 55 kg: 9. Platz